# Fox Sports Networks
Fox Sports Networks (FSN), anteriormente conhecido como Fox Sports Net, foi o nome coletivo para um grupo de canais esportivos regionais nos Estados Unidos. Formado em 1996 pela News Corporation, as redes foram adquiridas pela The Walt Disney Company em 20 de março de 2019, após sua aquisição da 21st Century Fox. Uma condição dessa aquisição imposta pelo Departamento de Justiça dos EUA exigiu que a Disney vendesse as redes regionais até 18 de junho de 2019, noventa dias após a conclusão de sua aquisição. A Disney posteriormente concordou em vender as redes (excluindo a YES Network, sendo reac adquirida pela Yankee Global Enterprises) para a Sinclair; a transação foi concluída em 22 de agosto de 2019. As redes continuaram a usar o nome Fox Sports apenas sob um acordo de licença transitória enquanto opções de rebranding eram exploradas. Uma parceria de rebranding com Bally's Corporation entrou em vigor em 31 de março de 2021, e as redes foram rebatizadas como Bally Sports, encerrando a marca Fox Sports Networks após 25 anos.
Cada um dos canais do grupo transmitia transmissões regionais de eventos esportivos de várias equipes esportivas profissionais, colegiais e de ensino médio (com transmissões tipicamente exclusivas para cada canal individual, embora algumas fossem exibidas em vários canais FSN ou sindicalizadas para uma estação de transmissão local dentro da área de mercado designada de uma determinada equipe), juntamente com programas de discussão esportiva regionais e nacionais, documentários e programas de análise.
Dependendo dos direitos individuais de sua equipe, alguns Fox Sports Networks mantinham feeds de sobrecarga disponíveis através de provedores de televisão por assinatura em seus mercados de origem, que forneciam programação alternativa quando não eram usados para transmitir transmissões de jogos que o feed principal não poderia carregar devido a conflitos de agendamento. Fox Sports Networks tinha sede em Houston, Texas, com instalações de controle mestre localizadas tanto em Houston quanto em Los Angeles; FSN também mantinha instalações de produção no Estágio 19 da Universal Studios Florida (que anteriormente serviu como sede dos Nickelodeon Studios até seu fechamento em 2005).

## História

### Inícios

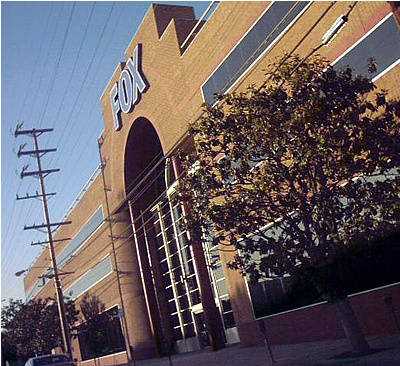
Antiga sede da Fox Sports Net em Los Angeles

No início da era da televisão a cabo, muitas redes esportivas regionais (RSNs) competiam para desafiar a maior rede esportiva nacional, ESPN. As mais notáveis foram a SportsChannel network, que começou a operar em 1976 com o lançamento do original SportsChannel (agora MSG Sportsnet) na área de Nova York e depois se expandiu para canais que atendiam Chicago e Florida; Prime Network, que foi lançada em 1983 com Home Sports Entertainment (agora Bally Sports Southwest) como sua rede charter e depois se expandiu para a Costa Oeste como "Prime Sports"; e SportSouth, uma RSN operada pelo Turner Broadcasting System.
Em 31 de outubro de 1995, News Corporation, que dez anos antes lançou a Fox Broadcasting Company, uma rede de entretenimento geral de transmissão que formou sua própria divisão esportiva em 1994 com a aquisição dos direitos de televisão da National Football Conference da National Football League, entrou em uma joint venture com TCI's Liberty Media, adquirindo uma participação de 50% na empresa de afiliadas Prime Sports. A Liberty, por sua vez, ganhou uma participação na rede a cabo de um ano de idade FX. Em 3 de julho de 1996, News Corporation e Liberty Media/TCI anunciaram que as redes Prime Sports seriam rebatizadas sob a nova marca "Fox Sports Net"; as afiliadas com a marca Prime Sports foram oficialmente relançadas como Fox Sports Net em 1º de novembro daquele ano. A primeira nova rede a sair da parceria foi a Fox Sports Arizona, que foi lançada em 7 de setembro de 1996, quase dois meses antes das redes existentes serem rebatizadas. Nesse mesmo ano, a Fox comprou a SportSouth da Turner e rebatizou essa rede como Fox Sports South em janeiro de 1997.
Em 30 de junho de 1997, a joint venture Fox/Liberty comprou uma participação de 40% nas propriedades esportivas da Cablevision/NBC, incluindo as redes SportsChannel America, Madison Square Garden e as franquias esportivas profissionais New York Knicks e New York Rangers, um negócio no valor de 850 milhões de dólares; o negócio formou a joint venture National Sports Partners para executar as operações de programação nacional da Fox Sports Net. No início de 1998, SportsChannel America foi integrada à família de redes Fox Sports Net; SportsChannel Florida, no entanto, permaneceu como a única rede com a marca SportsChannel até que se juntou à FSN também em 2000, após a News Corporation e a Cablevision adquirirem a participação controladora do proprietário do Florida Panthers, Wayne Huizenga, nessa rede.

### Propriedade da Fox
Em 1999, a Liberty Media (que se tornou uma subsidiária da AT&T quando a AT&T adquiriu a TCI no início daquele ano) vendeu sua participação na Fox Sports Net e FX para a News Corp. A venda fez parte de uma transação complexa envolvendo uma troca de ações que deu à Liberty uma participação de 8% na News Corp, tornando-se o segundo maior acionista. A News Corp se tornou a única proprietária da Fox Sports Net.
Em 11 de julho de 2000, Comcast adquiriu uma participação majoritária no Minneapolis-baseado Midwest Sports Channel e Baltimore-baseado Home Team Sports da Viacom. A News Corporation, um acionista minoritário em ambas as redes, queria adquiri-las completamente e integrá-las à Fox Sports Net. Home Team Sports estava afiliado à FSN desde 1996. A empresa processou a Comcast dez dias depois, em 21 de julho, na tentativa de bloquear a venda. Em 7 de setembro de 2000, como parte de um acordo entre as duas empresas, a Comcast trocou sua participação acionária no Midwest Sports Channel (que se tornou Fox Sports Net North) para a News Corporation em troca da propriedade exclusiva do Home Team Sports (que posteriormente se juntou à rede esportiva regional concorrente Comcast SportsNet como Comcast SportsNet Mid-Atlantic, agora NBC Sports Washington).
Em setembro de 2004, a Fox Sports Net passou a ser conhecida simplesmente como "FSN"; no entanto, o nome anterior permaneceu em uso comum até 2010, quando "Fox Sports Local" foi adotado para uso ao se referir às suas redes regionais. Em 22 de fevereiro de 2005, a então empresa-mãe da Fox, News Corporation, adquiriu a propriedade total da FSN/Fox Sports Local, após uma troca de ativos com a Cablevision Systems Corporation, na qual a Fox vendeu sua participação no Madison Square Garden e nas equipes da NBA e NHL da arena em troca da aquisição da propriedade exclusiva da Fox Sports Ohio e Fox Sports Florida. A Cablevision simultaneamente adquiriu a propriedade exclusiva da Fox Sports Chicago e Fox Sports New York, e uma participação de 50% na Fox Sports New England (com Comcast mantendo sua participação de 50% existente); a Fox e a Cablevision, no entanto, mantiveram a propriedade conjunta da Fox Sports Bay Area.

### Realinhamentos de afiliados
Fox Sports Chicago encerrou operações em junho de 2006, após perder os direitos de televisão a cabo regionais para equipes profissionais locais (incluindo os Chicago Bulls, Blackhawks, Cubs e White Sox) para a recém-lançada Comcast SportsNet Chicago.
Em 22 de dezembro de 2006, a News Corporation vendeu sua participação em quatro redes esportivas regionais da Fox—FSN Utah, FSN Pittsburgh, FSN Northwest e FSN Rocky Mountain—bem como sua participação de 38,5% na provedora de satélite DirecTV por 550 milhões de dólares em dinheiro e ações, em troca da participação de 16,3% da Liberty na News Corporation. Em 4 de maio de 2009, o DirecTV Group Inc. anunciou que se tornaria parte da unidade de entretenimento da Liberty, com planos de desdobrar certos ativos em uma nova empresa sob o nome DirecTV, que operaria as quatro redes FSN adquiridas através das DirecTV Sports Networks, uma nova divisão formada em 19 de novembro de 2009, após a conclusão do desdobramento.
Em 30 de abril de 2007, a Cablevision vendeu suas participações de 50% nas redes da Nova Inglaterra e da Baía para a Comcast por 570 milhões de dólares; ambas as redes se tornaram parte da Comcast SportsNet, com a FSN New England relançando como Comcast SportsNet New England em julho de 2007 e a FSN Bay Area relançando como Comcast SportsNet Bay Area em março de 2008. Apesar da venda da rede pela Cablevision, os canais continuaram a usar "Fox Sports Net/National Sports Partners" em sua etiqueta de copyright até 2008 (o copyright usado desde então mudou para "National Sports Programming").
Em 1º de abril de 2011, as redes regionais da FSN rebatizaram suas afiliadas sob a marca Root Sports.
Em 2012, a News Corporation adquiriu uma participação de 49% na YES Network, a rede esportiva regional na área metropolitana de Nova York co-propriedade da Yankee Global Enterprises. Também foi nesse ano que a FSN/Fox Sports Local realocou sua sede do Fox Studio Lot em Los Angeles para Houston, e então rebatizou para sua marca atual. As redes operadas pela FSN foram desmembradas junto com a maioria das propriedades de entretenimento dos EUA da News Corporation na 1ª de julho de 2013. Em 25 de janeiro de 2014, a 21st Century Fox se tornou a proprietária majoritária da YES Network ao adquirir uma participação adicional de 31% dela, aumentando o interesse da empresa de 49% para 80%. Em setembro de 2013, a rede ganhou a afiliação para a programação nacional da FSN (compartilhando-a com MSG Plus, a antiga FSN Nova York)

### Venda para o Sinclair Broadcast Group
Em 14 de dezembro de 2017, The Walt Disney Company anunciou sua intenção de adquirir a 21st Century Fox por 52,4 bilhões de dólares após o desdobramento de certos negócios em uma nova entidade (Fox Corporation). Embora a aquisição estivesse originalmente programada para incluir as operações regionais da Fox Sports (que, presumivelmente, teriam sido realinhadas com a divisão ESPN da Disney), o Departamento de Justiça ordenou que elas fossem desinvestidas dentro de 90 dias após a conclusão da aquisição devido à concentração do mercado que a ESPN teria.
A Sinclair Broadcast Group foi mencionada como a compradora mais provável para as outras redes FSN, mas precisaria da ajuda de uma firma de capital privado para ajudar a levantar o dinheiro necessário para a compra.